# 岩手県道302号前沢北上線
岩手県道302号前沢北上線（いわてけんどう302ごう まえさわきたかみせん）は、岩手県奥州市前沢地区から胆沢郡金ケ崎町を通り北上市に至る一般県道である。

## 概要
当路線はもともと広域農道などとして整備されたものであるが、地元市町や住民らの長年の要望により、並行して走る県道5路線を市町道に移管する形で県道に認定された。

### 路線データ
- 実延長：34,130.5m[2]
- 起点：奥州市前沢字南塔ケ崎19番1地先[2]（県道243号交点）
- 終点：北上市上江釣子2地割201番1地先[2]（国道107号交点）

## 歴史
- 2016年（平成28年）4月1日 - 県道に認定される[3]。

## 路線状況

### 重複区間
- 岩手県道283号衣川前沢線（奥州市前沢合ノ沢 - 同市前沢南塔ケ崎）

## 地理

### 通過する自治体
- 奥州市
- 胆沢郡金ケ崎町
- 北上市

### 交差する道路
- 岩手県道243号新城馬口沢線（奥州市前沢字南塔ケ崎）
（県道283号重複区間）
- 岩手県道283号衣川前沢線（奥州市前沢字合ノ沢）
- 岩手県道236号衣川水沢線（奥州市胆沢小山字新田）
- 国道397号（奥州市胆沢若柳字荒谷）
- 岩手県道159号久田笹長根線（金ケ崎町六原穴持）
- 岩手県道122号夏油温泉江釣子線（北上市和賀町岩崎29地割）
- 国道107号（北上市上江釣子2地割）